# Аракар
Арака́р (ісп. Aracar) — гора в Аргентині біля кордону з Чилі висотою 6082 м. Ця гора являє собою великий стратовулкан із нееродованою вершиною близько 1,5 км в діаметрі, що містить невелике озеро. Гора розташована на межі плато Пуна-де-Атакама, на схід від пустелі Атакама. 28 березня 1993 року з поселення Толар-Ґранде, на південний схід від вулкана на його вершині помітили вулканічну активність у вигляді пари та викидів попелу.